# Donda 2
A Donda 2 (stilizálva: DONDA2) Kanye West amerikai rapper demóalbuma, amely 2022. február 24-én jelent meg,  West Stem Player streaming szolgáltatóján. Az első négy dalt 2022. február 23-án adták ki, egy nap késéssel a tervezett kiadási dátum után. West 2022 januárjában kezdte el felvenni a lemezt. Tartottak egy bemutató koncertet is, Kanye West: Donda Experience Performance címen, amelyet 2022. február 22-én tartottak a LoanDepot Parkban és 47 IMAX-moziban, az Egyesült Államokban.
A Donda 2 kevert és negatív reakciókat kapott kritikusoktól, akik az album kohézióját kritizálták. Sokaknak nem tetszettek West vokáljai, de többen is méltatták a produceri munkát. 2022 februárjában a City of Gods megjelent, mint az egyetlen kislemez az albumról. Ugyanebben a hónapban a legtöbbet illegálisan letöltött lemez lett a világon.

## Háttér
Egy 2022. január 4-én készített interjúban a Victor Victor Worldwide vezérigazgatója, Steven Victor elmondta a Complex magazinnak, hogy West elkezdett dolgozni előző albumának, a Dondanak folytatásán, amelynek Donda 2 lesz a címe. Ez lesz az első alkalom West pályafutása alatt, hogy kiad egy folytatást egyik lemezéhez. 2022. január 27-én West Instagramon hivatalosan is bejelentette a Donda 2-t, egy képpel egy égő házról, amelyen a „2 22 22” felirat szerepelt, a 2022. február 22-i megjelenési dátumra utalva.
Digital Nas producer, aki a Donda lemezen dolgozott a Junya és a Remote Control dalokon, elmondta, hogy a Donda 2 készítése közben West felszólította, hogy a daloknak sokkal „szerzetesi” hangzásúnak kell lennie és, hogy „egyszerűsítse le a számokat.” Ezek mellett azt is mondta, hogy ha a dalt nem lehet játszani „temetésen, egy gyermek születésén, diplomaosztón és esküvőn,” akkor nem fog szerepelni az albumon. 2022 januárjában azt is megosztotta, hogy Marilyn Manson napi szinten dolgozott Westtel. Digital Nas a kreatív folyamatot West Yeezus (2013) lemezének készítéséhez hasonlította, amelyen dolgoztak producerek, akik a Donda 2-n is közreműködnek.
2022. február 12-én West több képet is posztolt Instagramra, amelyen elmondta, hogy Kid Cudi nem fog szerepelni az albumon, amiért jó kapcsolatban van Pete Davidson humoristával, aki West volt feleségének, Kim Kardashiannek volt a párja ebben az időszakban. Cudi erre válaszként azt írta, hogy „Még jó, hogy nem akarok az albumodon lenni te kibaszott dinoszaurusz hahaha. Mindenki tudja, hogy én voltam a legjobb dolog, ami történt az albumaidon, amióta megismertél. Imádkozom érted testvér.” West a kiborulását több bizarr poszttal folytatta az ezt követő órákban.

## Felvételek
2022. január 12-én Moneybagg Yo megosztott egy képernyőképet egy Westtel folytatott beszélgetésről, amelyben megerősítette, hogy szerepelni fog az albumon. Két nappal később Tracey Mills megosztott egy Instagram-videót, amelyben West volt látható a stúdióban. A$AP Rocky, The Game, Pusha T előadók és Antonio Brown amerikai focista társaságában. A videóban lehetett látni Mike Dean és DJ Premier producereket is. Ugyanezen a napon West Blueface-szel is dolgozott. Január 22-én West Miamiba utazott, hogy DJ Khaled producerrel dolgozzon. West január 27-én bejelentette, hogy a lemez executive producere Future lesz.
A korábban elvetett dalok közé tartozik, amelyek szerepelhetnek az albumon, a Glory, Dr. Dre és Snoop Dogg közreműködésével, amely Dre és West Jesus Is King Part II albumán jelent volna meg, ha kiadták volna. Digital Nas elmondása szerint Travis Scott megmutatott több zenei alapot is Westnek.

## Kiadás és népszerűsítés
Február 7-én tartottak egy privát albumbemutatót egy Nobu étteremben, amelyen részt vett Travis Scott, Offset, French Montana, Drake, Yung Lean, Baby Keem, Kendall Jenner és Chaney Jones. 2022. február 13-án West bejelentette, hogy tartanak egy albumbemutatót 2022. február 22-én a LoanDepot Park Stadionban, Miamiban. Február 17-én West bejelentette, hogy az album nem lesz elérhető streaming szolgáltatókon, csak saját Stem Playerén, amelyet a Donda kiadása után jelent meg.
West 2022. február 11-én közreműködött Fivio Foreign (aki korábban szerepelt az Off the Grid és az Ok Ok  dalokon is a Dondán.) City of Gods című kislemezén, Alicia Keysszel.

## Számlista
| DONDA2 | DONDA2                    | DONDA2 | DONDA2 | DONDA2 | DONDA2 | DONDA2 | DONDA2 | DONDA2 | DONDA2 |
|        | Cím                       | Szerző(k) | Producer(ek) | Hossz  |        |        |        |        |        |
| ------ | ------------------------- | --- | --- | ------ | ------ | ------ | ------ | ------ | ------ |
| 1.     | True Love                 | Kanye West Jahseh Onfroy John Branch John Cunningham Mark Williams Mike Dean Peter Phillips Raul Cubina                                                  | Kanye West John Cunningham Mike Dean Ojivolta                                                                    | 2:40   |        |        |        |        |        |
| 2.     | Broken Road               | | | 1:40   |        |        |        |        |        |
| 3.     | Get Lost                  | | | 2:35   |        |        |        |        |        |
| 4.     | Too Easy                  | | | 2:58   |        |        |        |        |        |
| 5.     | Flowers                   | | | 2:51   |        |        |        |        |        |
| 6.     | Security                  | | | 2:16   |        |        |        |        |        |
| 7.     | We Did It Kid             | | | 2:48   |        |        |        |        |        |
| 8.     | Pablo                     | | | 2:34   |        |        |        |        |        |
| 9.     | Louie Bags                | | | 3:13   |        |        |        |        |        |
| 10.    | Happy                     | | | 4:45   |        |        |        |        |        |
| 11.    | Sci Fi                    | | | 4:00   |        |        |        |        |        |
| 12.    | Selfish                   | | | 1:39   |        |        |        |        |        |
| 13.    | Lord Lift Me Up           | | | 2:09   |        |        |        |        |        |
| 14.    | City of Gods              | West Cubina Dean Williams Allan Lopez Andrew Taggart Aswad Asif Brittany Amaradio Christian Tejada Dwayne Abernathy Hamza Hamaal Malik Piper Maxie Ryles | West Ojivolta AyoAA Heemz Mav The Chainsmokers Tweek Tune Dem Jointz Dean BoogzDaBeast Bordeaux Non Native Scoop | 4:16   |        |        |        |        |        |
| 15.    | First Time in a Long Time | | | 3:04   |        |        |        |        |        |
| 16.    | Eazy                      | West Drew Gavin Jayceon Taylor | Dean Big Duke Cash Jones DJ Premier Hit-Boy                                                                      | 3:54   |        |        |        |        |        |
| 47:22  |                           | | |        |        |        |        |        |        |

Meg nem jelölt énekesek, vokalisták
- True Love és Selfish: XXXTentacion.
- Broken Road: Don Toliver.
- We Did It Kid: Baby Keem, Quavo és Offset.
- Pablo: Future és Travis Scott.
- Louie Bags: Jack Harlow.
- Happy: Future.
- Sci Fi: Sean Leon.
- Lord Lift Me Up: Vory.
- City of Gods: Alicia Keys, Fivio Foreign és Playboi Carti.
- First Time in a Long Time: Soulja Boy.
- Eazy: the Game.

Feldolgozott munkák
- Security: Wanna Trap, eredetileg: Mica Levi.
- Louie Bags: Kamala Harris egy beszédje.
- Sci Fi: Kim Kardashian monológja a Saturday Night Live-ból.
- Eazy: Eazy-Duz-It, eredetileg: Eazy-E